# Leptoteleia antsingyi
Leptoteleia antsingyi är en stekelart som först beskrevs av Jean Risbec 1956.  Leptoteleia antsingyi ingår i släktet Leptoteleia och familjen Scelionidae. Inga underarter finns listade i Catalogue of Life.